# یوتا کویکه
یوتا کویکه (انگلیسی: Yuta Koike؛ زادهٔ ۶ نوامبر ۱۹۹۶) بازیکن فوتبال اهل ژاپن است.
از باشگاه‌هایی که در آن بازی کرده‌است می‌توان به باشگاه فوتبال سنت ترویدنس اشاره کرد.